# Bărăganu
Bărăganu (in turco Osmanfakı) è un comune della Romania di 1 949 abitanti, ubicato nel distretto di Costanza, nella regione storica della Dobrugia.
Il comune è formato dall'unione di 2 villaggi: Bărăganu e Lanurile.